# Nvi
nvi是在BSD和Unix系统里的经典文本编辑器，ex/vi，的重新实现，最先出现在4BSD。
鉴于和AT&T的软件授权法律诉讼，加州伯克利大学的系统研究组所被要求在BSD里重新编写了所有源自Unix的部件